# Vuoti a perdere
Vuoti a perdere è il quarto album solista di DJ Enzo, pubblicato nel 2007 per la Street Level Entertainment Records.

## Tracce
1. Skit (Radio)
2. Intro (Vuoti A Perdere)
3. Com'é - Feat J. Silver
4. Quando Il Tipo - Feat Mace
5. Quei Bravi Ragazzi
6. Come La Vedi? - Feat. Mistaman, B. Joker, Oscar Odk, Rido
7. Senza Distinzioni - Feat. (Wardogs) Domenicano & Opius Dayone, Basetz
8. Dirty South Nella Penisola
9. Pistole Facili
10. Periferiko - Feat. Marracash, Oscar Odk
11. Tra Rime E Panchine
12. Pulisici Cosa Scrivi - Feat Odk (Oscar, Joker, Big Boss)
13. Dj Enzo Interlude
14. Ferite Aperte - Feat. Phrome (Italianos Intocables), Oscar Odk
15. Metropolirap - Feat. Mila
16. Outro